# 1524

## Esdeveniments
- Creació del Consejo de Indias per administrar les relacions entre Amèrica i Espanya
- La Inquisició rep permís per actuar contra la sodomia

## Naixements
- 29 de gener, Florència, Itàlia: Plautilla Nelli, pintora renaixentista.[1]
- 30 de maig - Istanbul (Imperi Otomà): Selim II, soldà de l'Imperi Otomà des de 1566 fins al 1574. (m. 1574).[2]
- Vendômois, França: Pierre de Ronsard poeta francès mort el 27 de desembre 1585

## Necrològiques
- 24 d'agost, Barcelona: Violant de Montcada i de Vilaragut, abadessa de Santa Maria de Pedralbes, càrrec del qual fou destituïda (ca. 1440).[3]
- Barcelona: Lluís Desplà i d'Oms, 44è President de la Generalitat de Catalunya.